# Factor de projecció
El terme factor de projecció, o relació de projecció (en anglès throw ratio) es refereix a la relació entre la distància a la pantalla de projecció i l'ample d'aquesta. Una relació de projecció més gran correspon a un sistema òptic amb un feix més estretament enfocat.

## Utilització
La relació de projecció d'un projector s'utilitza en instal·lar projectors per a poder controlar la grandària de la pantalla projectada. Per exemple, si la relació de projecció és de 3:1 i el projector està a sis metres de distància de la pantalla, llavors l'ample de la pantalla serà de dos metres.
Relació de projecció = D / W

## Distància de projecció
En la terminologia de projecció cinematogràfica, la distància de projecció (en anglès throw) és la distància del projector de cinema fins a la pantalla. S'usa aquest terme anglès throw referint-se a la distància de "llançament" de la imatge cap a la pantalla, i és essencial, ja que té un gran efecte sobre la grandària final de la mateixa i, per la llei de Lambert, sobre la intensitat del flux lluminós.
Sovint, en cinema a casa no se sol disposar de la distància de projecció correcta en una habitació, aquesta falta es pot corregir mitjançant l'ús d'una lent de distància focal més curta. D'altra banda també hi ha lents "llarg abast" disponibles per a distàncies llargues (amb la distància focal més gran).

## Tecnologies de projecció
Els projectors empren un senyal de vídeo d'entrada que pot provenir de fonts molt diferents, com un sintonitzador de televisió (terrestre o via satèl·lit), un ordinador personal, un Laser disc, etc. Durant la dècada de 1980-1990 es van usar majoritàriament els projectors de vídeo de CRT, encara que només en aplicacions professionals a causa del seu elevat preu.
Fins al final de la dècada, els projectors de CRT eren l'única tecnologia existent, per a les projeccions de vídeo sobre pantalla amb una diagonal de més de 100 polzades (254cm), però després d'aquesta dècada, la ràpida caiguda dels preus dels projectors LCD, ha fet que substituïssin als projectors de CRT, que, a part, tenen millors "performances" i unes dimensions i pes molt inferiors.